# 堀江邦夫
堀江 邦夫（ほりえ くにお、1948年 - ）は、日本のノンフィクション作家。

## 経歴
1948年1月22日、東京都に生まれる。コンピュータエンジニアを経て、1974年より作家に転身する。
1978年9月から、翌年4月まで、美浜、福島、敦賀の各原子力発電所で一労働者として働き、その様子を克明に記録した『原発ジプシー』を発表、その後2011年に『原発労働記』に改題、復刊した。

## 著書
- 『原発ジプシー』（1979年に現代書館、1984年に講談社文庫を経て、2011年に『原発労働記』に改題、復刊）